# Trix (metallbyggsats)
Trixsystemet är ett byggsystem i metall, liknande Meccano. Det skapades i Tyskland i början av 1930-talet. Systemet fick spridning i hela Europa, inte bara i Tyskland.

## Systemets tillkomst
Trix metallbyggsats tillverkades av företaget "United Spielwaren-Fabriken G.m.b.H." som uppstod efter en sammanslagning 1923. Namnet TRIX registrerades som varumärke den 1 september 1930.
Syftet var att skapa billigt byggsatssystem med bra kvalitet. Inte bara en billig imitation utan ett eget, nytt och samtidigt billigt system. Konkurrenterna svarade med sina olika system: Knirpslådorna (Företaget Walther), Märklin släppte Marbi och Meccano X-serien. Men andra leksaksföretag försökte också komma in på marknaden för billiga metallbyggsatser. Lådorna Fantasy R, Technofix och Clou släpptes. Det billigaste av dessa system var "Baufix" från Saalheimer & Strauss från Nürnberg. Det fanns två påsar av dem, som var och en erbjöds för endast 10 pfennigs! Alla dessa serier försvann under andra världskriget och tillverkades inte längre på 1950-talet. Trix fanns dock kvar till slutet av 1997.
De första Trix-konstruktionsseten i metall dök upp i augusti 1931.
Den 15 januari 1935 registrerades namnet Trix-Express som varumärke och den 3 mars 1935 presenterades modelljärnvägen för första gången.
Vid den nationalsocialistiska "ariseringen" 1938 övertogs företaget av Ernst Voelk, president för Nürnbergs handelskammare. Företaget döptes om till "TRIX Vereinigte Spielwaren-Fabriken Andreas Förtner & J.Haffner's Nachfolger".
Efter mer än sex decennier av självständighet hamnade Trix-företaget under 1990-talet i ekonomiska svårigheter och övertogs 1997 av Göppingen-konkurrenten Märklin, men fortsatte som självständigt varumärke.

## Trix-systemet

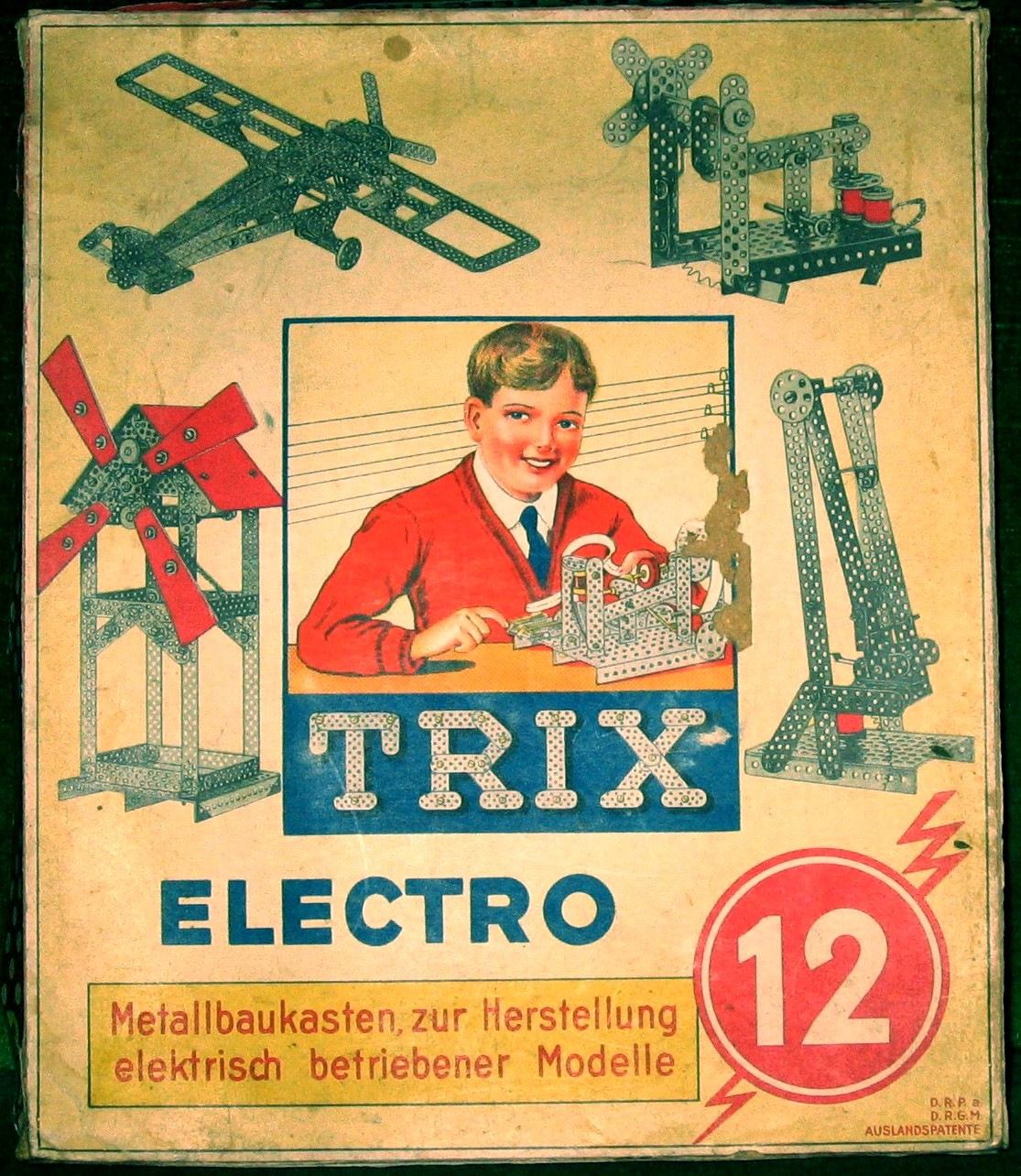
Trix electro, tillsatslåda, 1940.

De längsta platta delarna och vinkelskenorna var betydligt kortare än i andra modulära metallsystem. Materialet i de platta delarna var mjukt och lätt att böja. Därför är modeller tillverkade av dessa delar mindre stabila jämfört med modeller från andra system. Hålavståndet 7,8 mm i längdriktning är kortare än hos de flesta andra system. De flerradiga platta delarna möjliggjorde nya, tidigare okända skruvalternativ. Från 1950-talet och framåt användes M3,5-gängan på skruvar och muttrar. Delar från 1930 har en annan gänga.

## Konstruktionslådorna
I början fanns bara grundsatsen I och kompletteringslådan IA. Den stora fördelen med dessa lådor var deras låga pris. Varje låda kostade 50 pfennig.
Grundsatsen I innehöll 51 delar. Delarna packades i påsar som sedan lades i en kartong tillsammans med en broschyr. Broschyren visade innehållet i kartongen med en bild på delarna. Den visade också några modeller.
IA-tilläggslådan möjliggjorde sedan modeller mer komplexa, om än mekaniskt mindre krävande. För de två lådorna I och IA utgavs 1931 en mallbok på 96 sidor.